# 豪爾赫巴薩德雷省

豪爾赫巴薩德雷省（西班牙語：Provincia de Jorge Basadre），是秘魯的省份，位於該國南部塔克納大區，首府是洛昆巴，始建於1988年4月21日，海拔高度559米，面積2,928平方公里，2007年人口9,430，人口密度每平方公里3.22人。